# Lennard Oehl

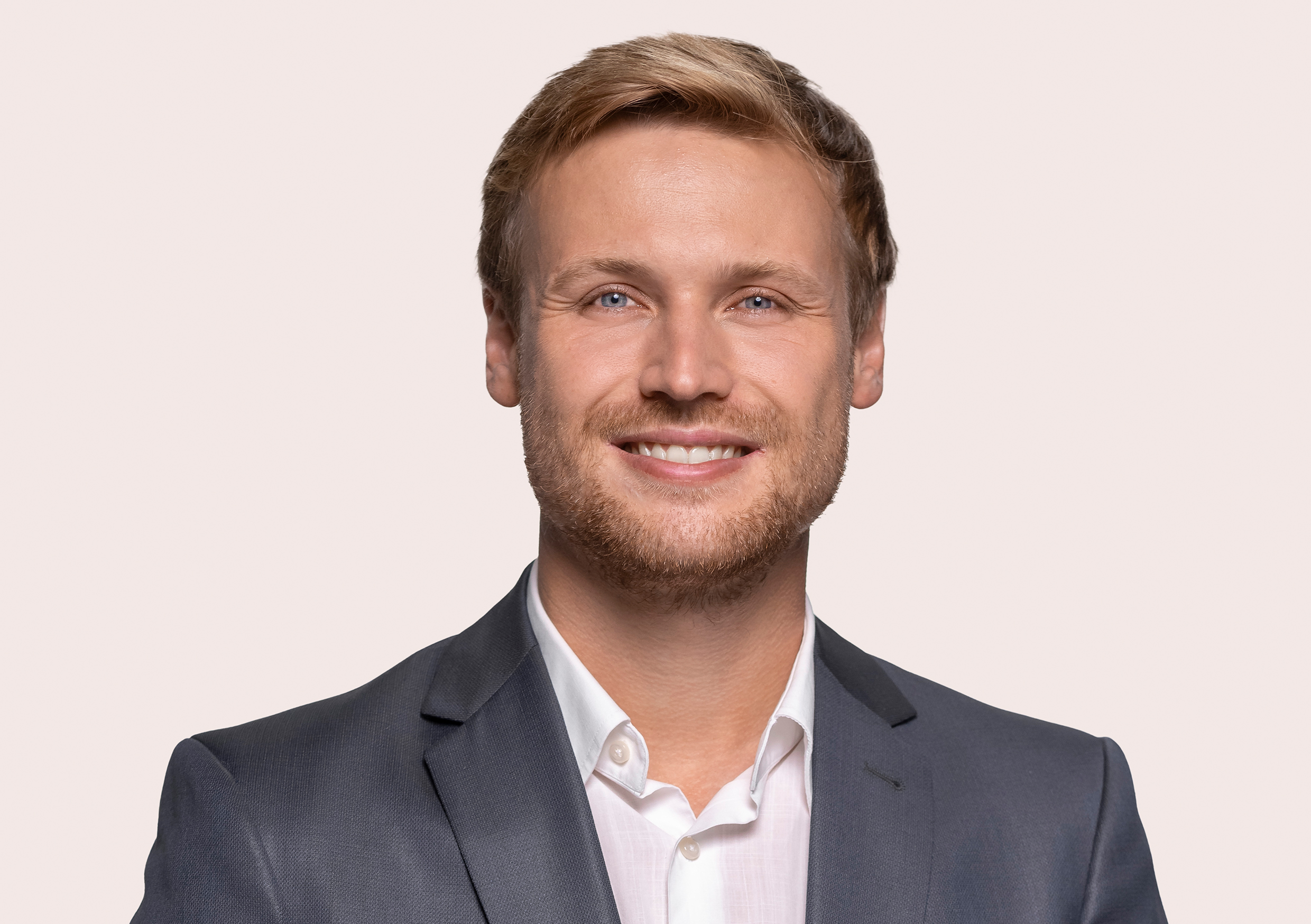
Lennard Oehl (2021)

Jan Lennard Oehl (* 1. Juni 1993 in Frankfurt am Main) ist ein deutscher Politiker (SPD) und war von 2021 bis 2025 Mitglied des Deutschen Bundestages.

## Ausbildung und Beruf
Oehl besuchte von 1999 bis 2003 die Grundschule in Ostheim. 2011 nahm er an der Weltschülerkonferenz der UNIS in New York teil. Er erhielt 2012 sein Abitur an der Hohen Landesschule in Hanau. Von 2013 bis 2019 war Oehl Referent bei Christoph Degen, der zu diesem Zeitpunkt für die SPD im Hessischen Landtag saß. Oehl studierte Volkswirtschaft und erhielt 2017 seinen Bachelor of Arts. 2017/18 hatte er ein Auslandssemester in Łódź. 2019 schloss er das Studium mit dem Master of Science ab. Danach arbeitete er als Analyst für einen Finanzdatendienstleister in Frankfurt.

## Politische Tätigkeiten
2016 wurde Oehl in die Stadtverordnetenversammlung von Nidderau gewählt. Seit 2018 ist er Vorsitzender der Jusos Main-Kinzig.
Bei der Bundestagswahl 2021 gewann er das Direktmandat im Bundestagswahlkreis Hanau mit 31,1 % der Erststimmen und zog in den 20. Deutschen Bundestag ein. Er war Mitglied im Finanzausschuss und stellvertretendes Mitglied im Haushaltsausschuss sowie im Ausschuss für Umwelt, Naturschutz, nukleare Sicherheit und Verbraucherschutz.

## Politische Positionen
Bei der Bundestagswahl 2021 legte er seinen Fokus auf die COVID-19-Pandemie, Wohnen, Umwelt, Infrastruktur und Digitalisierung. Er forderte, die „Lasten der Krise (Pandemie) fairer“ zu verteilen und bezahlbare Mieten zu ermöglichen.